# جوردن كلارك (لاعب كرة قدم بريطاني)
جوردن كلارك (بالإنجليزية: Jordan Clark)‏ (22 سبتمبر 1993 في المملكة المتحدة - ) هو لاعب كرة قدم بريطاني في مركز جناح ‏. لعب مع سكونثورب يونايتد وشروزبري تاون ونادي بارنسلي ونادي تشيسترفيلد ونادي هايد إف سي.

## وصلات خارجية
- جوردن كلارك على موقع قاعدة بيانات كرة القدم.إي يو (الإنجليزية)
- جوردن كلارك على موقع Soccerbase.com (لاعب) (الإنجليزية)
- جوردن كلارك على موقع Soccerway.com (الإنجليزية)
- جوردن كلارك على موقع عالم كرة القدم.نت (الإنجليزية)